# Балендухт
Балендухт (перс. بالین‌دخت‎, груз. ბალენდუხტი; 455 — 459) — дочь иранского шаха Ормизда III, жена царя Иберии Вахтанга Горгасали.
Согласно историку Джуаншериани, в юности вышла замуж за Вахтанга Горгасала и умерла во время родов царя Дачи и его сестры-двойняшки.
Этимология её имя неясна. Возможно, оно было искажено от *Šāhēnduxt.